# Natal Gale
Natal Gale (Orlândia, 23 de dezembro de 1937 – Campinas, 29 de junho de 2010) foi um advogado, empresário e político brasileiro, outrora deputado federal por São Paulo.

## Dados biográficos
Filho de David Gale e Leuza de Matos Lavrador Gale. Advogado formado pela Universidade do Vale do Paraíba em 1962, iniciou sua carreira política ao eleger-se vereador em Campinas pelo MDB em 1968 e 1972, ascendendo à presidência da Câmara Municipal em cada um dos mandatos. A seguir foi eleito deputado estadual em 1974, embora tenha perdido a eleição para prefeito de Campinas em 1976. No ano seguinte foi eleito presidente da Assembleia Legislativa de São Paulo.
Em 1978 elegeu-se deputado federal e optou pelo PDS quando o Regime Militar de 1964 extinguiu o bipartidarismo a partir de 1980. Após renovar seu mandato em 1982, ausentou-se na votação da Emenda Dante de Oliveira em 1984 e votou em Tancredo Neves no Colégio Eleitoral em 1985. Logo depois ingressou no PFL e disputou um novo mandato em 1986, não obtendo sucesso. Retomou suas atividades profissionais, inclusive a direção da Morena FM e da Jequitibá AM, emissoras fundadas por ele.